# Litschauer Marathonweg

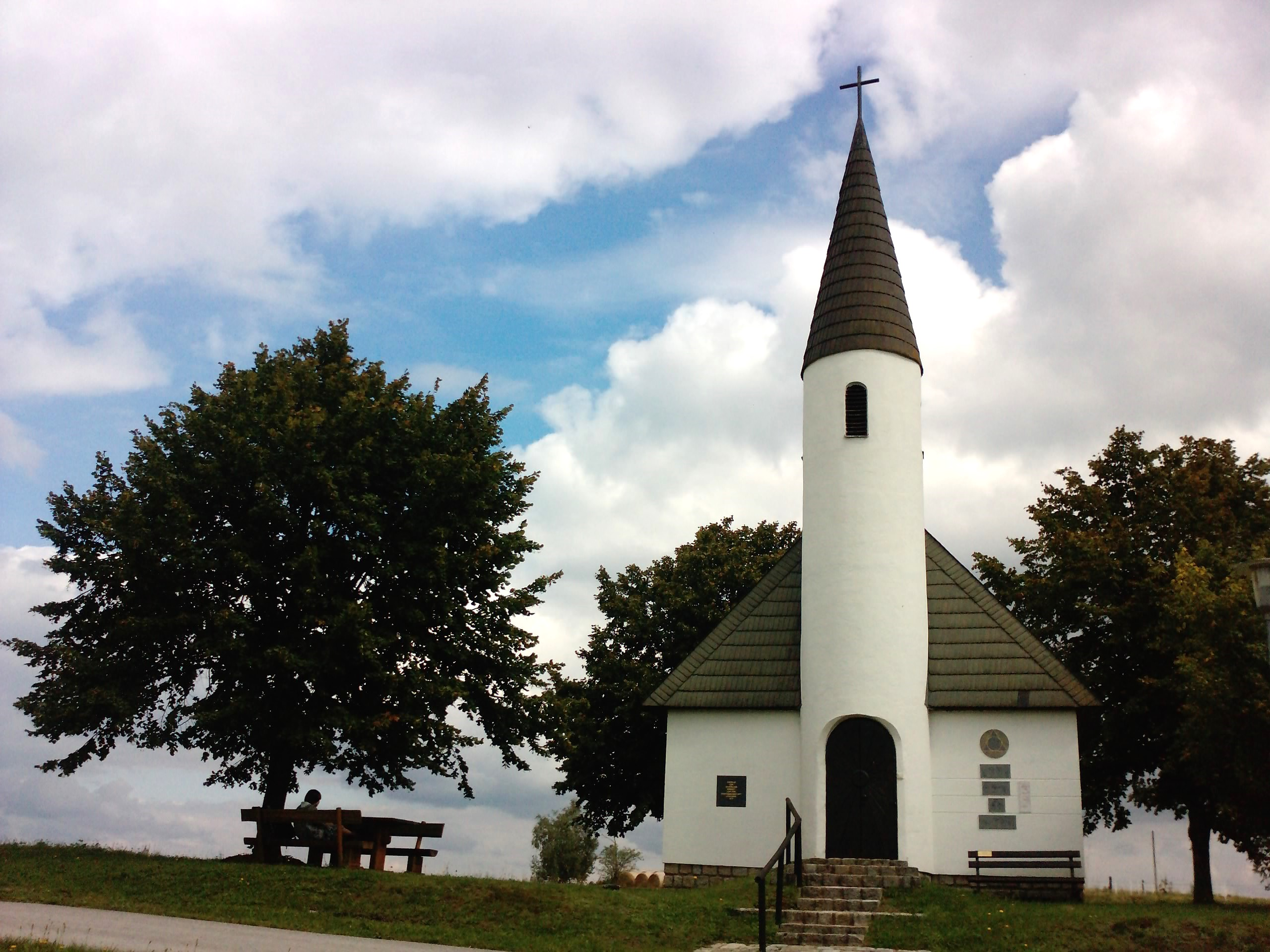
Litschauer Marathonweg bei der Gehörlosenkapelle in
Loimanns, erbaut 1979

Der Litschauer Marathonweg ist ein Wanderweg rund um die Stadtgemeinde Litschau im nördlichen Waldviertel im österreichischen Bundesland Niederösterreich. Die Bezeichnung kommt daher, dass die Länge der Wanderstrecke der des Marathonlaufs entspricht, nämlich 42,2 km. Der Anfangs- und Endteil, insgesamt 31 km, ist mit dem 7-Dörfer-Rundweg identisch. Der Litschauer Marathonweg berührt etliche Einöden und führt durch alle neun Dörfer, die zur Großgemeinde Litschau gehören.

## Wegverlauf

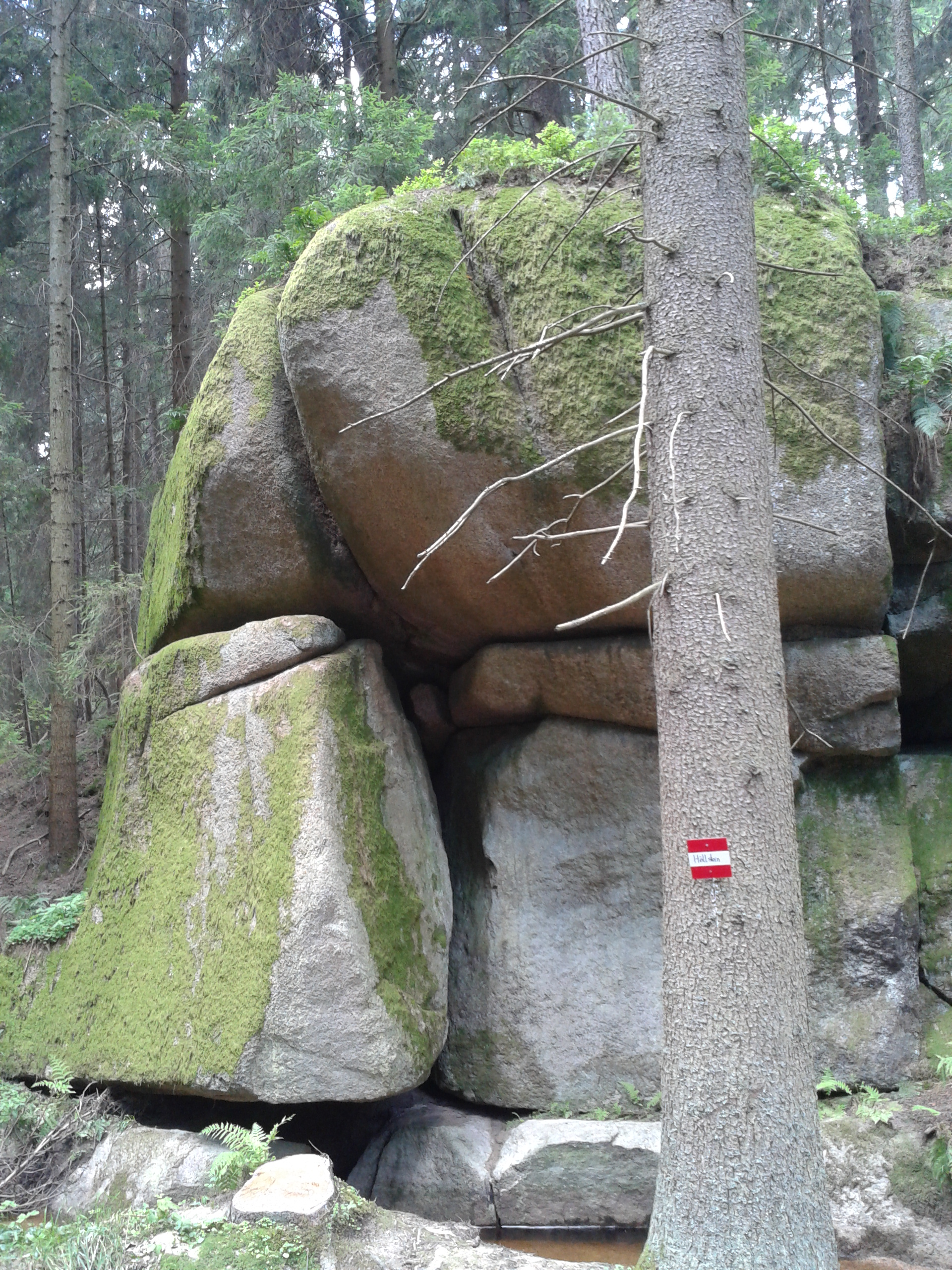
Höllstein, auch Graslstein genannt, bei Schönau

Ausgangs- und Endpunkt ist die Panoramatafel am Herrensee in Litschau. Der Litschauer Marathonweg führt dann am neubarocken Schloss in Hörmanns vorbei nach Türnau, Illmanns, Schandachen und Reitzenschlag. Dort befindet sich ein Granitkreuz aus dem Jahr 1378, das zu den ältesten Wegkreuzen Österreichs gehört. Nach dem Dorf Loimanns geht es über die höchste Erhebung auf Litschauer Gemeindegebiet, dem Kreuzberg (622 m), weiter zum Höllgraben. Der Weg führt dort neben anderen Granitblöcken am Graslstein (auch Höllstein genannt) vorbei, benannt nach dem Räuberhauptmann Grasl, der hinter diesem Granitblock 1810 in einer Höhle gehaust haben soll. Schließlich führt der Weg über Reichenbach, Gopprechts, Galthof, Schönau, Schlag und wieder Hörmanns zurück zum Herrensee in Litschau.
Die gesamte Strecke des Litschauer Marathonwegs führt durch die typische und auch unberührte Waldviertler Landschaft, nämlich über Wiesen und Felder und auch durch ausgedehnte Waldgebiete an Granitblöcken und Teichen vorbei.

## 7-Dörfer-Rundweg
Der 7-Dörfer-Rundweg, dessen Wegstrecke 31 km mit dem Litschauer Marathonweg identisch ist, führt durch sieben von neun Dörfern, die zur Stadtgemeinde Litschau gehören. Dieser Weg zweigt im Dorf Loimanns und auch im Höllgraben an einer anderen Stelle ab als der Marathonweg und führt nicht über den Kreuzberg. Vom Höllgraben aus geht es gleich Richtung Schönau; die Dörfer Reichenbach und Gopprechts sowie die Einöde Galthof werden ausgespart. Die durchschnittliche Gehzeit beträgt 8 Stunden.

## Sonstiges
Sowohl der Litschauer Marathonweg als auch der 7-Dörfer-Rundweg sind Wanderwege für sehr sportliche und ausdauernde Wanderer. Die durchschnittliche reine Gehzeit beträgt für den Marathonweg 10 Stunden und für den 7-Dörfer-Rundweg 8 Stunden. Bei angestrebter Anrechnung der erwanderten Punkte für die verschiedenen Wandernadeln und für den Erhalt einer Urkunde soll die gesamte Wegstrecke an einem Tag durchwandert werden. Für eine Begehung des 7-Dörfer-Rundweges, die auch an einem Tag erfolgen soll, erhält man die Wandernadel „Litschauer Wanderschuh“ und ebenfalls eine Urkunde.
Der gesamte Litschauer Marathonweg ist mit der Nummer 20 (entspricht 7-Dörfer-Rundweg) und in seiner Erweiterung mit der Nummer 20 a sehr gut markiert und hat elf Stempelstellen (7-Dörfer-Rundweg acht Stempelstellen). Sehr ausführliche Beschreibungen der beiden Wegverläufe sind im Litschauer Wanderbuch von Wanderführer Leopold Bläuel, das auch im Tourismusbüro der Stadt Litschau erhältlich ist, zu finden. Es enthält auch zahlreiche Leerseiten für die Wanderstempelabdrücke.
Jedes Jahr finden an einem Herbstsonntag geführte Wanderungen auf dem 7-Dörfer-Rundweg und dem Litschauer Marathonweg statt.